# Elard von Oldenburg-Januschau
Elard Kurt Maria Fürchtegott von Oldenburg-Januschau (né le 20 mars 1855 à Beisleiden, arrondissement de Preußisch Eylau (de) et mort le 16 août 1937 à Marienwerder) est un grand agronome allemand, lobbyiste et député du Reichstag. Il est considéré par la recherche historique comme l'un des membres les plus influents de la camarilla autour du président du Reich Paul von Hindenburg, c'est-à-dire le cercle qui a déterminé de manière décisive la politique du Reich allemand à la fin de la République de Weimar, et comme un personnage clé dans les développements qui conduisent finalement à la nomination d'Hitler au poste de chancelier du Reich.

## Jeunesse, famille, propriété
Elard von Oldenburg, d'abord appelé Elard von Oldenburg-Beisleiden, puis Elard von Oldenburg-Januschau après avoir ajouté le nom de la propriété, est né en tant que fils d'une famille de propriétaires de manoirs à l'est de l'Elbe, installée en Prusse-Orientale depuis le XVIIIe siècle. La famille von Oldenburg (de) est issue de l'aristocratie de Brême et est mentionnée pour la première fois dans un document en 1247. L'arrière-grand-père est entré au service de Frédéric le Grand  dans sa jeunesse et devient finalement son aide de camp. Après la guerre de Sept Ans, il prend sa retraite et épouse la noble Dorothea von der Trenck. 
Après le mariage, l'ancêtre émigre en Prusse-Orientale où il a acquis le domaine de Beisleiden en 1801. Le père d'Oldenburg-Januschau, Botho von Oldenburg (de) (1814-1888) prend en charge l'exploitation du domaine en 1843. Son père a épousé en premières noces la baronne Brunsig von Brun (1818-1845), avec laquelle il a trois filles et un fils, qui meurt en bas âge. De son deuxième mariage avec Maria von Arnim (1829-1868) est né un fils, Elard. Il est le quatrième fils issu de cette union. Les deux fils aînés meurent en bas âge, tandis qu'Elard et son frère aîné grandissent dans la maison familiale. En 1862, le père d'Elard achète le domaine de Januschau (en), situé à l'est de Rosenberg, ainsi que le manoir du XVIIIe siècle de style classique tardif, afin de pouvoir léguer une propriété agricole à son fils cadet. Le village de Januschau est mentionné pour la première fois en 1312 et reçoit une charte en 1362. Après le décès de sa seconde épouse, son père épouse en 1869 la comtesse Malwine Klara Marie von Eulenburg (1847-1917).
Le jeune Oldenburg-Januschau étudie à l'école de Königsberg, Halle et le lycée princier de Stolberg à Wernigerode. De 1871 à 1873, il étudie également l'académie de chevalerie de la cathédrale de Brandebourg, sans obtenir le baccalauréat. Après avoir réussi son examen d'enseigne, il s'engage dans le traditionnel 2e régiment d'uhlans de la Garde à Berlin, où il est promu lieutenant en 1875. Au cours de ses huit années de service militaire actif, Januschau fait personnellement la connaissance de l'empereur Guillaume Ier, d'Otto von Bismarck, Helmuth von Moltke et le ministre de la Guerre Albrecht von Roon. Bien que très attiré par la vie de soldat, il prend sa retraite en 1883, alors au grade de second lieutenant, après le décès prématuré de son frère aîné Boto (1852-1882), afin de pouvoir se consacrer à l'administration et à l'exploitation du domaine familial. Après la mort de son père, il reprendt également le domaine de Beisleiden en 1885. Beisleiden est un fidéicommis d'une superficie d'environ 2 044 ha. Son Januschau avec le Vorwerk Wilhelmswalde comprend 1 200 ha, dont 336 ha de forêt. Plus tard, à proximité de Berlin, il acquit également le domaine de Lichterfelde, arrondissement du Haut-Barnim, d'une superficie de 680 ha.
En 1884, Elard von Oldenburg-Januschau épouse la comtesse Agnès von Kanitz. De ce mariage, qui dure jusqu'à sa mort, naissent trois filles, qui donnent à leur tour dix-huit petits-enfants à Elard. Par son mariage, il noue des liens familiaux avec l'une des familles les plus influentes de l'Empire sur le plan politique. Son beau-frère, l'administrateur Hans von Kanitz - l'un des parlementaires les plus importants de son temps - introduit Januschau dans la politique et le fait entrer dans le cercle des députés conservateurs du Reichstag. Le beau-frère d'Elard est le général Heinrich <von Lehndorff-Steinort, l'adjudant général de Guillaume Ier.
En 1888, il devient chevalier d'honneur de l'ordre de Saint-Jean, puis chevalier en droit en 1894 et plus tard membre de la convention de la coopérative prussienne de la congrégation et son commandant adjoint.

## Travail politique dans l'empire
Oldenburg-Januschau est l'un des leaders des conservateurs allemands. Cet homme politique (surnommé "Januschauer" par ses pairs) est considéré, tant sous l'Empire que sous la République de Weimar, comme le prototype du Junker de l'Elbe conservateur primaire, militariste, antidémocratique et antiparlementaire.
En tant que l'un des principaux agriculteurs de la Prusse-Occidentale, v. Oldenburg-Januschau dirige pendant plus de deux décennies aussi bien l'association provinciale de la « Fédération des agriculteurs » que la Chambre d'agriculture de Prusse-Occidentale. Sa carrière le mène à la Chambre des représentants de Prusse (1901 à 1910) et enfin au Reichstag, dont il est député de 1902 à 1912 (pour le Parti conservateur et la Première circonscription du district de Dantzig) et de 1930 à 1932 (élu pour le DNVP dans la désormais première circonscription électorale de Prusse-Orientale). Il est tristement célèbre auprès de ses camarades parlementaires et de l'opinion publique en raison de ses opinions radicalement antiparlementaires et antidémocratiques. Au sein des commissions, il défend notamment les intérêts de l'agriculture, de l'armée et de la maison de Hohenzollern avec son style peu conventionnel, grossier et plein d'humour. Il se fait notamment remarquer par le choix des mots qu'il utilise pour exprimer ces opinions. Son ennemi préféré au Parlement est August Bebel, le chef des sociaux-démocrates. Il se livre notamment à une violente dispute verbale avec Bebel sur le sens ou le non-sens du pas de l'oie des soldats prussiens, que Bebel a critiqué comme étant déshumanisé. Lors de l'affaire du Daily Telegraph, il est le seul député à protéger de l'empereur et qualifie les sociaux-démocrates qui perturbent son discours de "bande de porcs". Dans d'autres discours retentissants à l'intérieur et à l'extérieur du Parlement, Oldenburg-Januschau déclare notamment qu'il aimerait "graver une constitution dans le marbre" des Allemands, qu'ils "perdraient l'ouïe et la vue". 
 Le 29 janvier 1910, lors du débat au Reichstag sur le budget militaire, il fait sensation dans tout l'empire en déclarant dans son discours en séance plénière du Reichstag : "Le roi de Prusse et l'empereur allemand doivent être en mesure de dire à tout moment à un lieutenant : prenez dix hommes et fermez le Reichstag ! Cette invitation provocatrice à violer directement la Constitution lui vaut un vif soutien de la part de ses collègues conservateurs du groupe parlementaire, mais suscite une protestation énergique de la part des autres parlementaires, en particulier des sociaux-démocrates. Le discours provoque des scènes de tumulte au Parlement, si bien qu'Oldenburg-Januschau se voit contraint de ne pas se présenter au Reichstag pendant plusieurs jours et de se cacher pendant un certain temps dans le mess des officiers d'une caserne pour échapper à l'opinion publique indignée (la "colère du peuple" contre Oldenburg-Januschau alla si loin qu'un homme, pris à tort pour lui, est attaqué par une foule en colère devant le portail du Reichstag). Dans certaines villes, il y a même des rassemblements publics de protestation contre Oldenburg-Januschau. Le 27 novembre 1910, il démissionne dans ce contexte de son mandat à la Chambre des représentants de Prusse à Berlin.
Outre son activité de député au Reichstag, Oldenburg-Januschau est également président de la chambre d'agriculture de Prusse-Occidentale. Il fait la connaissance du général von Hindenburg, alors à la retraite, en raison de leur appartenance mutuelle au "Herrenklub", le club des propriétaires terriens de l'Est de l'Elbe. Les deux hommes entretenaient déjà des relations amicales avant la Première Guerre mondiale.

## Membre de la "Camarilla"
Après la Première Guerre mondiale, au cours de laquelle Januschau, malgré son âge avancé, devient commandant d'un régiment d'infanterie - poste qu'il occupa jusqu'en 1917 - son influence dans la politique et l'agriculture reste intacte.
Dans les années 1920, Januschau joue à nouveau un rôle de premier plan sur la scène publique. Dans ses mémoires, Januschau avoue sans ambages avoir participé à des projets de coup d'État en 1919/1920. Début 1920 encore, il aurait tenté de dissuader son ami Wolfgang Kapp, qui a tenté un putsch à Berlin avec le général von Lüttwitz, de choisir la capitale comme point de départ d'une tentative de coup d'État, lorsque ce dernier l'aurait mis au courant de ses plans en discutant avec lui. Au lieu de cela, il l'aurait pressé de choisir la Prusse-Orientale comme base de départ beaucoup plus prometteuse et de mener le coup prévu à partir de là.
Après l'élection de son ami personnel et camarade Paul von Hindenburg à la plus haute fonction de l'État lors de l'élection présidentielle de 1925, Januschau commence, dans le cadre de sa relation étroite avec le chef d'État, à exercer à nouveau une influence sur la politique allemande depuis l'arrière-plan. Aujourd'hui, les chercheurs le consirent comme faisant partie de ce cercle influent d'"hommes de l'ombre" autour d'Hindenburg - que la littérature qualifie généralement de "camarilla" - qui influence de manière déterminante les décisions politiques du président du Reich et qui, parfois, les dirige même.
Dans ses "mémoires", qui sont largement diffusées auprès du public, Januschau reconnaît que ses "tentatives d'influence" sur le président du Reich visent "à éliminer le parlementarisme et à instaurer une dictature". n conséquence, il préconise énergiquement le système des cabinets présidentiels ainsi que le "coup de Prusse" de Papen (destitution du gouvernement régional intérimaire de Prusse, discutable du point de vue du droit public) du 20 juillet 1932.

### Implication dans le scandale de l'aide à l'Est
À vingt kilomètres de Januschau se trouve l'ancien domaine familial de Hindenburg, Neudeck, qui a appartenu au frère du maréchal et président du Reich. Il n'a pas pu être conservé pendant la crise économique des années 1920 et a dû être abandonné par la famille, devenant ainsi la propriété d'une banque. À la fin des années 1920, après l'élection de Paul von Hindenburg à la présidence du Reich en 1925, Oldenburg-Januschau s'efforce de racheter le domaine de Hindenburg afin de pouvoir le rendre à son ami et confident. Il s'adresse d'abord aux représentants de la grande agriculture, puis à ceux de l'industrie lourde, qui donnent finalement les moyens de racheter le domaine et même de construire une nouvelle maison et de rénover les bâtiments qui en dépendent. Le domaine est offert à Hindenburg en 1927, à l'occasion de son 80e anniversaire. L'acte de donation lui est remis au domaine de Januschau. L'acte de propriété est toutefois établi au nom de son fils, Oskar von Hindenburg afin d'éviter les droits de succession. Cette astuce fiscale est certes parfaitement légale, mais étant donné qu'elle est réalisée en connaissance de cause, avec l'approbation et au profit du président du Reich - c'est-à-dire du chef et du représentant suprême de l'État, qui doit par nature remplir une fonction d'exemple - et de sa famille, elle est moralement très contestable. Lorsque, dans le cadre de la crise économique mondiale, l'existence de nombreux grands domaines de l'Est de l'Elbe est menacée, Hindenburg vient au secours de ses pairs en leur accordant de généreuses subventions de l'Àtat pour assainir leurs biens. Dans ce contexte, des irrégularités sont toutefois apparues (versements excessifs à certaines familles de junkers, subventions accordées à des proches du président du Reich, utilisation des fonds publics à des fins purement privées, etc.), qui commencent à attirer l'attention de la presse et du public en 1932. Il en résulte le scandale de l'aide à l'Est (de), qui prend de l'ampleur à l'automne 1932 avec les révélations de plus en plus nombreuses de la presse. On suppose aujourd'hui que le Parti national-socialiste des travailleurs allemands et les services secrets internes du parti, sont à l'origine de cette affaire. Le service secret interne du parti divulgue délibérément à la presse différents faits compromettants dont il a eu connaissance, afin d'augmenter la pression sur Hindenburg - qui refuse catégoriquement à l'époque de nommer Hitler au poste de chancelier - par des révélations toujours plus menaçantes dans le public, en plaçant tout d'abord ses amis personnels et ses camarades de classe dans le collimateur de la critique et de l'irritation publiques, tout en faisant comprendre à l'entourage du président du Reich qu'un gouvernement Hitler empêchera la formulation de nouveaux reproches et mettra fin aux attaques existantes. La situation devient particulièrement désagréable pour la famille lorsque les premiers indices concernant les pratiques douteuses utilisées lors de la donation du domaine de Neudeck au président du Reich sont divulgués dans la presse (notamment le contournement douteux des droits de succession). Joseph Ersing (de) (Zentrum) et Kurt Heinig (de) (SPD), les rapporteurs de la commission d'enquête parlementaire, révèlent que l'ami de Hindenburg a reçu un prêt de désendettement illégal de621 000 Reichsmarks. Le 20 janvier, le directeur ministériel Ernst Reichard (de) du Commissariat du Reich  pour l'aide à l'Est doit confirmer le cas Oldenburg-Januschau devant la commission. La Fédération rurale du Reich intervient alors auprès du président du Reich pour demander le renvoi du chancelier von Schleicher.
Oldenburg-Januschau rend visite à Hindenburg au domaine de Neudeck au cours de la dernière semaine de janvier 1933. Selon le secrétaire d'État du président du Reich de l'époque, Otto Meissner, lors des procès pour crimes de guerre de Nuremberg, la discussion qui a lieu à cette occasion contribue largement à la décision de Hindenburg de nommer Hitler chancelier du Reich.
Parmi les défenseurs ultérieurs de la thèse selon laquelle l'Oldenburg-Januschau porte une part de responsabilité considérable dans la destruction de la République de Weimar et son héritage par les nationaux-socialistes, on trouve l'ancien adjoint au maire de Berlin Ferdinand Friedensburg, qui a travaillé comme officier administratif au début des années 1920 avec Oldenburg- Januschau, le publiciste Bernt Engelmann (« Einig gegen Recht und Freiheit ») et des historiens comme Ian Kershaw et Hans Mommsen.

## Dernières années et conséquences
Après ce que l'on a appelé le « putsch de Röhm », le 30 juin 1934, Januschau intervient auprès de Hindenburg en faveur de Theodor Duesterberg, ancien dirigeant du Stahlhelm emprisonné par les nazis, dont il peut ainsi obtenir la libération. (Hindenburg, qui n'a pas été informé de cette intervention, en est très irrité). La dernière apparition publique d'Oldenburg-Januschau est sa participation aux funérailles de son ami Paul von Beneckendorff et de Hindenburg en 1934 au mémorial de Tannenberg, auxquelles il apparaît dans l'uniforme des uhlans de la Garde. C'est également à cette époque qu'il rédige ses mémoires. Oldenburg-Januschau décède en été 1937 à l'âge de 82 ans. Trois ans plus tard, en août 1940, son épouse lui succède.
Après la mort de son grand-père, son petit-fils Heinfried von Lehndorff (1908-1945) reprend le domaine de Januschau et le gère jusqu'en 1945. Le domaine s'étend à la fin sur 2 826 ha En 1945, le domaine de Januschau devient le siège du commandement soviétique pour la région. Après le départ de l'Armée rouge et des pillages massifs, le manoir est tombé en ruine au fil des ans jusqu'à ce qu'il ne reste plus qu'une ruine. Depuis 2001, le manoir appartient à la famille polonaise Zdun, qui envisage de transformer les vestiges du manoir en hôtel.

## Appréciation par les contemporains et postérité
Elard von Oldenburg-Januschau est une figure extrêmement controversée tout au long de son activité publique. Pendant des décennies, la gauche politique le considére comme le prototype du Junker de l'Elbe orientale et l'exemple type du réactionnaire borné. Du côté de la droite, Oldenburg-Januschau jouit au contraire d'une grande popularité.
Les propos grossiers avec lesquels le "vieux Januschau" commente les événements politiques sont tristement célèbres. Les sociaux-démocrates et les libéraux, mais aussi certains conservateurs modérés, considèrent des remarques telles que celle selon laquelle Januschau s'intéresse plus "au nombre de porcelets que reçoit une truie au domaine de Januschau qu'au discours le plus spirituel du député Richter" comme l'expression d'un esprit grossier et grossier. D'autres, comme le chancelier conservateur Franz von Papen, balayent ces accusations en les qualifiant d'infondées. Ainsi, Papen prend plus tard la défense d'Oldenburg-Januschau dans ses mémoires en déclarant : "Oldenburg-Januschau, malgré son caractère extérieur souvent blessant, est au fond un homme au grand cœur. Ses ouvriers l'idolâtrent parce qu'il s'occupait d'eux paternellement et prenait part à toutes leurs misères" Le ministre national-socialiste de la Propagande Joseph Goebbels confie dans son journal, à la fin de la République de Weimar, qu'il voit en Oldenburg-Januschau un "type de vrai grain de sable" dont "nous [les nationaux-socialistes] pourrions toujours bien utiliser". Alors que le reste du DNVP est "calcaire", selon Goebbels, Oldenburg-Januschau est certes "aussi réactionnaire, mais supportable" et est le seul dans le DNVP à être  « un gars et un homme ». Goebbels considère en particulier l'influence d'Oldenburg-Januschau sur Hindenburg comme un facteur politique qu'il ne faut pas laisser passer, c'est ainsi qu'il écrit le 28 janvier 1933, dans la phase décisive de la lutte pour le pouvoir qui se termine par la nomination d'Hitler au poste de chancelier : "Hitler doit y aller, mais comment ? Le vieux [Hindenburg] ne veut pas. Alors je perce. Je dois travailler le Januschau.
Von Papen insiste plus tard dans ses mémoires sur le fait que le désaccord de Hindenburg avec Brüning à l'été 1932, qui conduit au renvoi du chancelier, ne doit pas être attribué aux chuchotements d'Oldenburg-Januschau, mais a son origine dans un désaccord personnel du président du Reich. "Il doit être lavé de tout soupçon d'avoir fait tomber la position de Brüning en 1932".

## Travaux
- Erinnerungen, Koehler & Amelang, Leipzig 1936.